# Бразильська ціна
Бразильська ціна (порт. O custo Brasil) — соціально-економічний феномен, який спостерігається в  економіці Бразилії на рубежі ХХ - початку XXI ст і що виражається украй високою вартістю товарів, послуг , продуктів споживання та ведення ділових операцій при відносно низькому рівні життя більшості населення країни  . Причини та наслідки формування «бразильських» цін і націнок стали предметом вивчення багатьох економістів.

## Причини і передумови
- Вкрай висока ступінь закритості економіки країни [4], що виражається в наявності кількох монопольних виробників, які диктують високі ціни. Ставлення імпорту до ВВП Бразилії традиційно є рекордно низьким з усіх країн світу (13% в 2011). В результаті, через низький рівень конкуренції із зарубіжними постачальниками, місцеві виробники не мають стимулу знижувати ціни всередині країни й є фактично монополістами [5].
- Застаріла і / або слаборозвинена інфраструктура, в тому числі логістика, невелика мережа залізниць.
- Високий рівень соціальної нерівності, при якому вартість національної валюти країни —  реала — довгий час підтримувалася на штучно завищеному рівні (в першу чергу по відношенню до долара й євро), що давало можливість національній еліту, яка складається в основному з промислових і аграрних латифундистів, купувати імпортні товари та подорожувати до Європи та США за вигідним їй (еліті) курсу та без оглядки на потреби інших, численніших, прошарків населення.
- Високий рівень оподаткування (36%-ий внесок у ВВП) [6].
- Вкрай високий рівень злочинності, особливо в великих містах, що змушує компанії витрачати великі кошти на забезпечення охорони товарів і безпеку життя та здоров'я працівників.
- Високий рівень бюрократичної тяганини, що змушує компанії наймати особливих брокерів - деспашантів (despachantes), які беруть на себе вирішення бюрократичних питань за певну ціну [7].
- Нерозвиненість культури масової освіти, при якій компанії платять багато тільки невеликій групі високоосвічених працівників, вихідців з місцевої еліти латифундистів. На їх "елітний попит" тут же починають орієнтуватися і постачальники товарів на ринок, яких слабо цікавить середній клас, а тим більше споживчі потреби небагатих верств населення, які потопають в ще більших злиднях через вкрай високі ціни. Сприятливий клімат країни, проте, згладжує конфліктність: біднота продовжує існувати в фавелах на околицях міст, перебиваючись грабежами, шахрайством і експрес-викраденнями.
- Своєрідна культура країни, чиє коріння в колоніальному минулому Бразилії й історії Португалії: навіть найбідніші верстви населення часто хочуть справити враження більш заможних шляхом покупки непропорційно дорогих, часто імпортних товарів [8].

## Макроекономічні порівняння
У західній півкулі економіка Бразилії є другою за величиною після економіки США. Незважаючи на майже п'ятикратну різницю в подушному доході, ціни на багато товарів і послуги в Бразилії часто вище американських. Примітно, що досить високий рівень цін характерний в Південній Америці, крім Бразилії, відносно благополучній економіці Чилі, так і небагатій Перу. При цьому в Болівії та Еквадорі, при фактично тій же економічній кон'юнктурі, ціни низькі та в цілому відповідають доходам населення. Якщо ж фокусуватися тільки на великих економіках, то бразильська аномалія кидається в очі на тлі мексиканської економіки, в межах якої спостерігається цілком передбачувана ситуація: купівельна спроможність мексиканців в межах Мексики на 45% вище, ніж якби їх доходи в песо перевести в долари і витратити в США .
Іншим яскравим прикладом бразильської націнки є вартість електроенергії в Бразилії для кінцевих споживачів. Собівартість електроенергії в Бразилії — одна з найнижчих в світі (70% її виробляють ГЕС) . Однак через різні податки і збори, її ціна для споживачів — одна з найвищих у світі.